# Celestia (micronazione)
La Nazione dello Spazio Celeste (nota anche come Celestia) era una micronazione creata da James Thomas Mangan (1896-1970) di Evergreen Park, Illinois. Celestia comprendeva la totalità dello spazio esterno, che Mangan rivendicò a nome del genere umano per evitare che una qualsiasi nazione potesse stabilirvi un'egemonia politica.

## Storia
Come "Fondatore e Primo Rappresentante", James Thomas Mangan registrò quest'acquisizione col Recorder of Deeds and Titles della Contea di Cook il 1º gennaio 1949. Alla sua fondazione i membri dichiarati di Celestia erano 19, tra i quali la figlia di Mangan, Ruth; un decennio più tardi un opuscolo pubblicato dal gruppo dichiarava che i membri erano saliti a 19.057.
Mangan fu attivo per molti anni nelle sue rivendicazione a nome di Celestia; nel 1949 notificò a Stati Uniti, Unione Sovietica, Regno Unito e Nazioni Unite che Celestia aveva messo al bando tutti gli ulteriori esperimenti nucleari nell'atmosfera.  Successivamente, quando la corsa allo spazio partì seriamente, mandò lettere di protesta ai leader di Unione Sovietica e Stati Uniti quando i loro primi voli spaziali sconfinarono nel suo "territorio". In seguito rinunciò a queste prerogative per permettere i lanci di satelliti spaziali da parte degli USA.
Sebbene Mangan e Celestia fossero ignorati dalle superpotenze, ci sono prove che almeno altre entità presero le sue rivendicazioni più seriamente: il primo spiegamento della bandiera di Celestia – che mostrava il simbolo blu di un Diesis entro un disco bianco in campo blu – fu trasmesso ad un pubblico televisivo di milioni di spettatori negli Stati Uniti nel giugno 1958, e il giorno seguente la bandiera fu alzata al Palazzo dell'ONU a New York, tra quelle degli stati membri.
Nonostante questi sforzi, si ritiene che la Nazione dello Spazio Celeste sia sparita con la morte del suo fondatore. La sua sola eredità sopravvissuta è la serie di francobolli e di monete d'oro e d'argento fatte uscire nel suo nome da Mangan tra gli ultimi anni cinquanta e la metà dei sessanta.
Tra i discendenti di James Thomas Mangan si ricordano suo figlio James C. Mangan (deceduto), sua figlia Ruth Mangan Stump  principessa della Nazione dello Spazio Celeste e tre nipoti, Glen Stump duca di Selenia, Dean Stump duca di Marte e Todd Stump duca della Via Lattea.

## Numismatica

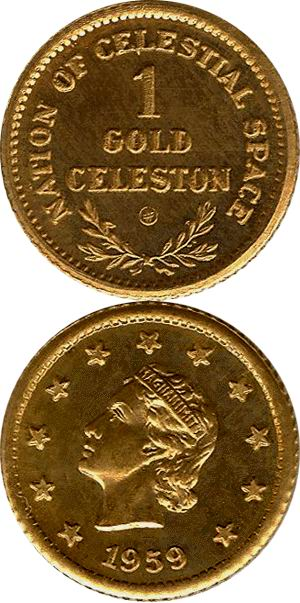
Verso di una moneta d'oro massiccio da 1 celeston del 1959 col profilo di Ruth Mangan come figura allegorica della "Magnanimità".

Tra le monete coniate da Celestia vi sono "1 joule", moneta d'argento di 4,15 grammi (argento 925/°°°) e "1 celeston",  moneta d'oro di 2,20 grammi (oro 900/°°°). La loro rarità fa sì che siano vendute a molte migliaia di dollari nelle rare occasioni in cui arrivano sul mercato.

## Dichiarazione d'indipendenza
La Dichiarazione della Nazione dello Spazio Celeste fu pubblicata da Mangan il 21 dicembre 1948. Essa proclama la fondazione di una nazione che assicura "per le persone socievoli, dovunque esse possano vivere, le bellezze e i benefici di un vasto dominio non ancora rivendicato da alcuno stato o nazione." Il documento continua spiegando la natura delle rivendicazioni di Celestia.